# イスラム・マカチェフ
イスラム・マカチェフ（ロシア語: Ислам Махачев、英語: Islam Makhachev、1991年10月27日 - ）は、ロシアの男性総合格闘家。ダゲスタン共和国マハチカラ出身。アメリカン・キックボクシング・アカデミー/イーグルスMMA所属。元UFC世界ライト級王者。UFC世界ライト級ランキング1位。UFCパウンド・フォー・パウンド・ランキング2位。

## 来歴
ソビエト連邦ロシア・ソビエト連邦社会主義共和国ダゲスタン自治ソビエト社会主義共和国マハチカラでラク人の家庭に生まれる。7歳からテコンドーを始め散打に転向、この頃に格闘技ジムでハビブ・ヌルマゴメドフと出会い共にトレーニングに励んだ。家族で別の町に引っ越したため格闘技を離れ、2年間はサッカーをやっていた。柔道の黒帯も取得している。その後、フリースタイルレスリングをやっていたが、ハビブが総合格闘技を始めたことを知り、マカチェフもアブドゥルマナプ・ヌルマゴメドフの下で共に総合格闘技を始めた。マカチェフは子供の頃からUFCのファンで、好きな選手はタンク・アボットとケン・シャムロックだった。
2016年にコンバットサンボ世界選手権（74kg級）で金メダルを獲得した。2010年、プロ総合格闘技デビュー。M-1グローバル等に参戦し、11戦11勝の戦績を残す。

### UFC
2015年5月23日、UFC初出場となったUFC 187でレオ・クンツと対戦し、リアネイキドチョークで2R一本勝ち。
2015年10月3日、UFC 192でアドリアーノ・マルチンスと対戦し、右フックで1RKO負け。キャリア13戦目で初黒星を喫した。
2016年4月16日、UFC on FOX 19でドリュー・ドーバーと対戦予定であったが、前日計量後、4月4日に行われていた抜き打ち薬物検査で禁止薬物メルドニウムが検出されたためマカチェフに暫定出場停止処分が科されたことが発表され、試合が中止になった。全米アンチドーピング機関（USADA）は7月2日の聴聞会で、マカチェフが2014年12月に心室性不整脈のカテーテルアブレーションを受け、主治医の指示で不整脈の再発予防として2015年11月から4週間メルドニウムを服用していたことが陽性反応の原因だと認定し、また、検出されたメルドニウムの濃度が極めて低く、世界アンチ・ドーピング機構（WADA）がメルドニウムを禁止薬物リストに追加した2016年1月1日以前の服用であったため、USADAはマカチェフに過失責任はないと判断し暫定出場停止処分を解除した。
2019年4月20日、UFC Fight Night: Overeem vs. Oleinikでアルマン・ツァルキヤンと対戦し、3-0の判定勝ち。ファイト・オブ・ザ・ナイトを受賞した。
2020年4月18日、UFC 249でアレクサンダー・ヘルナンデスと対戦予定であったが、ロシア政府が新型コロナウイルスのパンデミック対策として国境閉鎖措置を発令したため、当時ロシアに滞在していたマカチェフは同大会への出場を辞退することとなった。
2020年10月24日、UFC 254で元UFC世界ライト級王者ハファエル・ドス・アンジョスと対戦予定であったが、10月8日、ドス・アンジョスが新型コロナウイルスに感染したことが発表され、2020年11月14日のUFC Fight Night 182に試合が延期されるが、11月8日、マカチェフがブドウ球菌感染症で試合を欠場することが発表された。
2021年3月6日、1年6カ月ぶりの復帰戦となったUFC 259でドリュー・ドーバーと対戦し、肩固めで3R一本勝ち。
2021年7月17日、UFC on ESPN: Makhachev vs. Moisésでライト級ランキング14位のティアゴ・モイゼスと対戦し、リアネイキドチョークで4R一本勝ち。
2021年10月30日、UFC 267でライト級ランキング6位のダン・フッカーと対戦。開始早々にテイクダウン奪い、キムラロックで1Rテクニカル一本勝ち。当初は同大会でライト級ランキング7位のハファエル・ドス・アンジョスと対戦予定であったが、ドス・アンジョスの負傷欠場により代役のフッカーと対戦した。
2022年2月26日、UFC Fight Night: Makhachev vs. Greenでボビー・グリーンと160ポンド契約で対戦し、パウンドで1RTKO勝ち。10連勝を飾った。当初は同大会でライト級ランキング3位のベニール・ダリウシュと対戦予定であったが、ダリウシュが足首の負傷により試合を欠場したため代役のグリーンと対戦した。

#### UFC世界王座獲得
2022年10月22日、UFC 280のUFC世界ライト級王座決定戦でライト級ランキング1位の元UFC世界ライト級王者チャールズ・オリベイラと対戦。グラウンドの攻防で優勢に立ち、2Rに飛び膝蹴りを放ったオリベイラにカウンターの右フックでダウンを奪い、肩固めで一本勝ち。王座獲得に成功するとともにパフォーマンス・オブ・ザ・ナイトを受賞し、この試合でマカチェフは2022年のUFCサブミッション・オブ・ザ・イヤーを受賞した。
2023年2月11日、UFC 284のUFC世界ライト級タイトルマッチで1階級下のUFC世界フェザー級王者アレクサンダー・ヴォルカノフスキーと対戦。一進一退の打撃戦を繰り広げ、4度のテイクダウンを奪いグラウンドではポジショニングで優勢に立ち、5Rに右ストレートでダウンを奪われたものの、3-0（48-47、48-47、49-46）の5R判定勝ち。王座の初防衛に成功するとともにファイト・オブ・ザ・ナイトを受賞し、この試合は2023年のUFCファイト・オブ・ザ・イヤーを受賞した。
2023年10月21日、UFC 294のUFC世界ライト級タイトルマッチで1階級下のUFC世界フェザー級王者アレクサンダー・ヴォルカノフスキーと再戦し、テンプルへかすめた左ハイキックでダウンを奪いパウンドで1RKO勝ち。2度目の王座防衛に成功し、パフォーマンス・オブ・ザ・ナイトを受賞した。当初はライト級ランキング1位のチャールズ・オリベイラと再戦予定であったが、オリベイラがスパーリング中に右眉をカットし欠場したため、ジャスティン・ゲイジーが代役出場をオファーされるがゲイジーの減量が間に合わなかったことで、大会11日前のオファーを受けたヴォルカノフスキーとの再戦に変更された。
2024年6月1日、UFC 302のUFC世界ライト級タイトルマッチでライト級ランキング4位の挑戦者ダスティン・ポイエーと対戦し、死闘の末にダースチョークで5R一本勝ち。3度目の王座防衛に成功し、ファイト・オブ・ザ・ナイトとパフォーマンス・オブ・ザ・ナイトを同時受賞した。なお、この勝利によりアンデウソン・シウバの保持するUFC史上最長連勝記録の16連勝とカマル・ウスマンの15連勝に次いで歴代3位となる14連勝を飾った。この試合でマカチェフは2024年のUFCサブミッション・オブ・ザ・イヤーを受賞した。
2025年1月18日、UFC 311のUFC世界ライト級タイトルマッチでライト級ランキング10位の挑戦者ヘナート・モイカノと対戦し、ダースチョークで1R一本勝ち。UFCライト級最多連続防衛記録となる4度目の王座防衛に成功し、UFC歴代2位となる15連勝を飾った。当初は同大会でライト級ランキング1位のアルマン・ツァルキヤンと再戦予定であったが、ツァルキヤンが大会前日に背中の負傷により欠場したため、同大会でベニール・ダリウシュと対戦予定であったモイカノとの対戦に変更された。

## 人物・エピソード

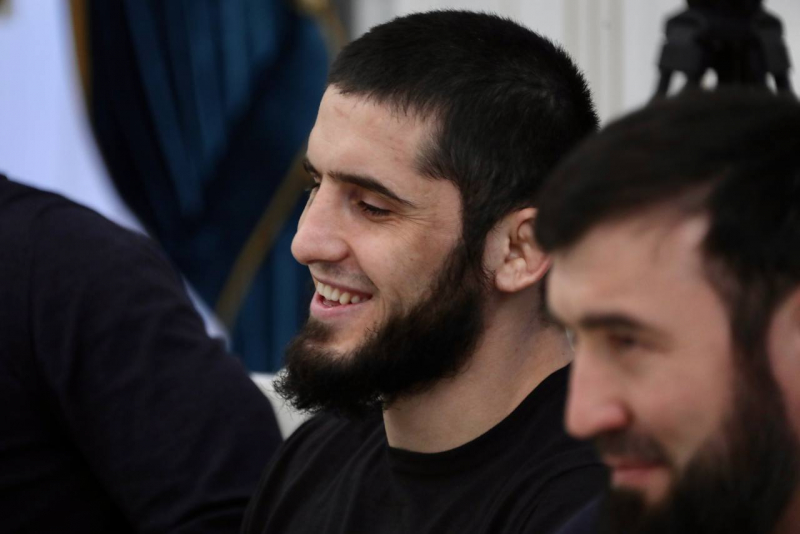
2023年

- 近年、多くの総合格闘家がブラジリアン柔術の黒帯を授与されていることについて、マカチェフは「今や、ファイターに黒帯を与えることが一大イベントのようになっている。こんな風潮になってはいけないと思う。UFCの王者だからといって、いずれブラジリアン柔術の黒帯になれるわけではない」「黒帯になるためには、長年のトレーニングと大会で結果を残すことが必要だ」と批判し、また、ダスティン・ポイエーがチャールズ・オリベイラとの試合でオリベイラからダウンを奪った際に、下になったオリベイラの寝技に付き合わずスタンドで勝負したことについて、マカチェフは「もし君がブラジリアン柔術の黒帯なら、なぜ彼と寝技で勝負するのを恐れたんだ？ダスティンは実際には茶帯か紫帯のレベルだと思う」と語っている[19]。
- マカチェフがニックネームを持たない理由について、コーチのハビアー・メンデスは「彼にはニックネームがなく、欲することさえなかった。私が一度彼にニックネームをつけようとした時に、彼は『いや、私の名前は"イスラム"だから必要ないよ』と言ったので、それを尊重した」と明かしている[20]。
- UFCにおけるラシュモア山（史上最高のUFCファイター4人）としてハビブ・ヌルマゴメドフ、フランク・エドガー、ジョン・ジョーンズ、アンデウソン・シウバを挙げている[21]。
- 2022年11月、ダゲスタン共和国首長セルゲイ・メリコフ（ロシア語版）からダゲスタン共和国最高位の勲章を授与された[22]。
- 2021年に結婚し、三児を儲けている[23][24]。

## 戦績
| 総合格闘技 戦績 | 総合格闘技 戦績 | 総合格闘技 戦績 | 総合格闘技 戦績 | 総合格闘技 戦績 | 総合格闘技 戦績 | 総合格闘技 戦績 |
| --------------- | --------------- | --------------- | --------------- | --------------- | --------------- | --------------- |
| 28 試合         | (T)KO           | 一本            | 判定            | その他          | 引き分け        | 無効試合        |
| 27 勝           | 6               | 13              | 9               | 0               | 0               | 0               |
| 1 敗            | 1               | 0               | 0               | 0               | 0               | 0               |

| 勝敗 | 対戦相手                           | 試合結果                            | 大会名                                                                 | 開催年月日     |
| ○    | ヘナート・モイカノ                 | 1R 4:05 ダースチョーク              | UFC 311: Makhachev vs. Moicano 【UFC世界ライト級タイトルマッチ】       | 2025年1月18日  |
| ○    | ダスティン・ポイエー               | 5R 2:42 ダースチョーク              | UFC 302: Makhachev vs. Poirier 【UFC世界ライト級タイトルマッチ】       | 2024年6月1日   |
| ○    | アレクサンダー・ヴォルカノフスキー | 1R 3:06 KO（左ハイキック→パウンド） | UFC 294: Makhachev vs. Volkanovski 2 【UFC世界ライト級タイトルマッチ】 | 2023年10月21日 |
| ○    | アレクサンダー・ヴォルカノフスキー | 5分5R終了 判定3-0                   | UFC 284: Makhachev vs. Volkanovski 【UFC世界ライト級タイトルマッチ】   | 2023年2月11日  |
| ○    | チャールズ・オリベイラ             | 2R 3:16 肩固め                      | UFC 280: Oliveira vs. Makhachev 【UFC世界ライト級王座決定戦】          | 2022年10月22日 |
| ○    | ボビー・グリーン                   | 1R 3:23 TKO（パウンド）             | UFC Fight Night: Makhachev vs. Green                                   | 2022年2月26日  |
| ○    | ダン・フッカー                     | 1R 2:25 キムラロック                | UFC 267: Błachowicz vs. Teixeira                                       | 2021年10月30日 |
| ○    | ティアゴ・モイゼス                 | 4R 2:38 リアネイキドチョーク        | UFC on ESPN 26: Makhachev vs. Moisés                                   | 2021年7月17日  |
| ○    | ドリュー・ドーバー                 | 3R 1:37 肩固め                      | UFC 259: Błachowicz vs. Adesanya                                       | 2021年3月6日   |
| ○    | ダヴィ・ハモス                     | 5分3R終了 判定3-0                   | UFC 242: Khabib vs. Poirier                                            | 2019年9月7日   |
| ○    | アルマン・ツァルキヤン             | 5分3R終了 判定3-0                   | UFC Fight Night: Overeem vs. Oleinik                                   | 2019年4月20日  |
| ○    | ケイジャン・ジョンソン             | 1R 4:43 腕ひしぎ十字固め            | UFC on FOX: Alvarez vs. Poirier 2                                      | 2018年7月28日  |
| ○    | グレイゾン・チバウ                 | 1R 0:57 KO（左フック）              | UFC 220: Miocic vs. Ngannou                                            | 2018年1月20日  |
| ○    | ニック・レンツ                     | 5分3R終了 判定3-0                   | UFC 208: Woodley vs. Thompson 2                                        | 2017年2月11日  |
| ○    | クリス・ウェイド                   | 5分3R終了 判定3-0                   | UFC Fight Night: Poirier vs. Johnson                                   | 2016年9月17日  |
| ×    | アドリアーノ・マルチンス           | 1R 1:46 TKO（右フック）             | UFC 192: Cormier vs. Gustafsson                                        | 2015年10月3日  |
| ○    | レオ・クンツ                       | 2R 2:38 リアネイキドチョーク        | UFC 187: Johnson vs. Cormier                                           | 2015年5月23日  |
| ○    | イビカ・トルシュチェク             | 3R 4:45 逆三角絞め                  | M-1 Challenge 51                                                       | 2014年9月7日   |
| ○    | ユーリ・イヴレフ                   | 1R 1:49 腕ひしぎ十字固め            | M-1 Challenge 49                                                       | 2014年6月7日   |
| ○    | ランダー・ジュニオ                 | 5分3R終了 判定3-0                   | M-1 Challenge 41                                                       | 2013年8月21日  |
| ○    | マンスール・ベルナウイ             | 5分3R終了 判定3-0                   | M-1 Challenge 38                                                       | 2013年4月9日   |
| ○    | アナトリー・コルミルキン           | 1R 3:17 腕ひしぎ十字固め            | Lion's Fights 2                                                        | 2012年9月2日   |
| ○    | ミゲル・グリゴリアン               | 1R 4:25 リアネイキドチョーク        | Siberian Fighting Championship 1                                       | 2011年12月15日 |
| ○    | ウラジミール・エゴヤン             | 5分2R終了 判定2-1                   | ProFC: Union Nation Cup Final                                          | 2011年7月2日   |
| ○    | マゴメド・イブラヒモフ             | 2R 3:15 三角絞め                    | Tsumada Fighting Championship 5                                        | 2011年7月1日   |
| ○    | マルティロス・グリゴリアン         | 1R 2:52 TKO（ハイキック→パウンド）  | ProFC: Union Nation Cup 15                                             | 2011年5月6日   |
| ○    | テンギス・クチュア                 | 2R 0:30 KO（パンチ）                | M-1 Selection Ukraine 2010: The Finals                                 | 2011年2月12日  |
| ○    | マゴメド・ベクボラトフ             | 5分2R終了 判定3-0                   | Tsumada Fighting Championship 4                                        | 2010年8月1日   |

## 獲得タイトル
- 第12代UFC世界ライト級王座（2022年）

## 表彰
- UFC
  - UFC ファイト・オブ・ザ・ナイト（3回）
  - UFC パフォーマンス・オブ・ザ・ナイト（3回）
  - ファイト・オブ・ザ・イヤー（2023年/アレクサンダー・ヴォルカノフスキー戦）
  - サブミッション・オブ・ザ・イヤー（2022年/チャールズ・オリベイラ戦）
  - サブミッション・オブ・ザ・イヤー（2024年/ダスティン・ポイエー戦）
- MMA Junkie
  - サブミッション・オブ・ザ・イヤー（2022年/チャールズ・オリベイラ戦）

## ペイ・パー・ビュー販売件数
| 開催年月日     | イベント                                                             | 販売件数 | 備考  |
| -------------- | -------------------------------------------------------------------- | -------- | ----- |
| 2023年2月12日  | UFC 284: イスラム・マカチェフ vs. アレクサンダー・ヴォルカノフスキー | 60万件   | ESPN+ |
| 2022年10月22日 | UFC 280: チャールズ・オリベイラ vs. イスラム・マカチェフ             | 65万件   | ESPN+ |